# Rudolf Wilckens
Rudolf Wilckens (* 1. November 1884 in Lahr/Schwarzwald; † 5. Oktober 1936) war ein deutscher Gymnasiallehrer, Paläontologe und Geologe.
Wilckens studierte ab 1902 Chemie, Mineralogie, Botanik, Zoologie und Erdkunde in Freiburg im Breisgau, Berlin, München, Heidelberg und Greifswald mit der ersten Lehramtsprüfung 1911. Er war 1908 bis 1911 am Mineralogisch-Geologischen Institut in Greifswald und wurde 1908 in Heidelberg promoviert. 1912 war er am Gymnasium in Greifswald und danach an der Bismarckschule (und am Oberlyzeum) in Hannover, wo er Oberlehrer war.
Er war seit 1909 Mitglied der Deutschen Geologischen Gesellschaft, wurde im Gründungsjahr 1910 Mitglied der Geologischen Vereinigung und gehörte im August 1912 zu den 34 Gründungsmitgliedern der Paläontologischen Gesellschaft. Außerdem war er im Vorstand der Geographischen Gesellschaft zu Hannover.
Von paläontologischer Bedeutung für die Trias ist seine Dissertation über die fossile Fauna aus der alpinen Trias von Predazzo, da diese mehrere Erstbeschreibungen von fossilen Taxa beinhaltet. Rudolf Wilckens ist u. a. (Auswahl ohne Wertigkeit) der Erstbeschreiber der Koralle Montlivaultia salomoni, der Brachiopoden Rhynchonella viezzenensis, Rhynchonella globula und Terebratula predazzensis, der Muscheln Avicula waageni und Cassianella transiens, des Cephalopoden Beyrichites discoides und des Haifisches Acrodus alpinus.

## Schriften
- Paläontologische Untersuchung triadischer Faunen aus der Umgebung von Predazzo in Südtirol. In: Verh. d. naturhist.-med. Ver. zu Heidelberg N.F. 10, Heft 2, S. 81–231, Taf. IV-VII, Carl Winter, Heidelberg 1909
- Sind die Halbrücken der Halbinsel Jasmund als Drumlins aufzufassen?, Hartmann, 1912
- Beitrag zur Tektonik des mittleren Ogliotales. In: Zeitschrift der Deutschen Geologischen Gesellschaft, 63, 1911
- mit Franz Schnass (Herausgeber): Erdkundliches Quellenbuch, Band 1,2, Osterwieck: A.W. Zickfeldt, mehrere Bände, ab 1927